# 顧愷之

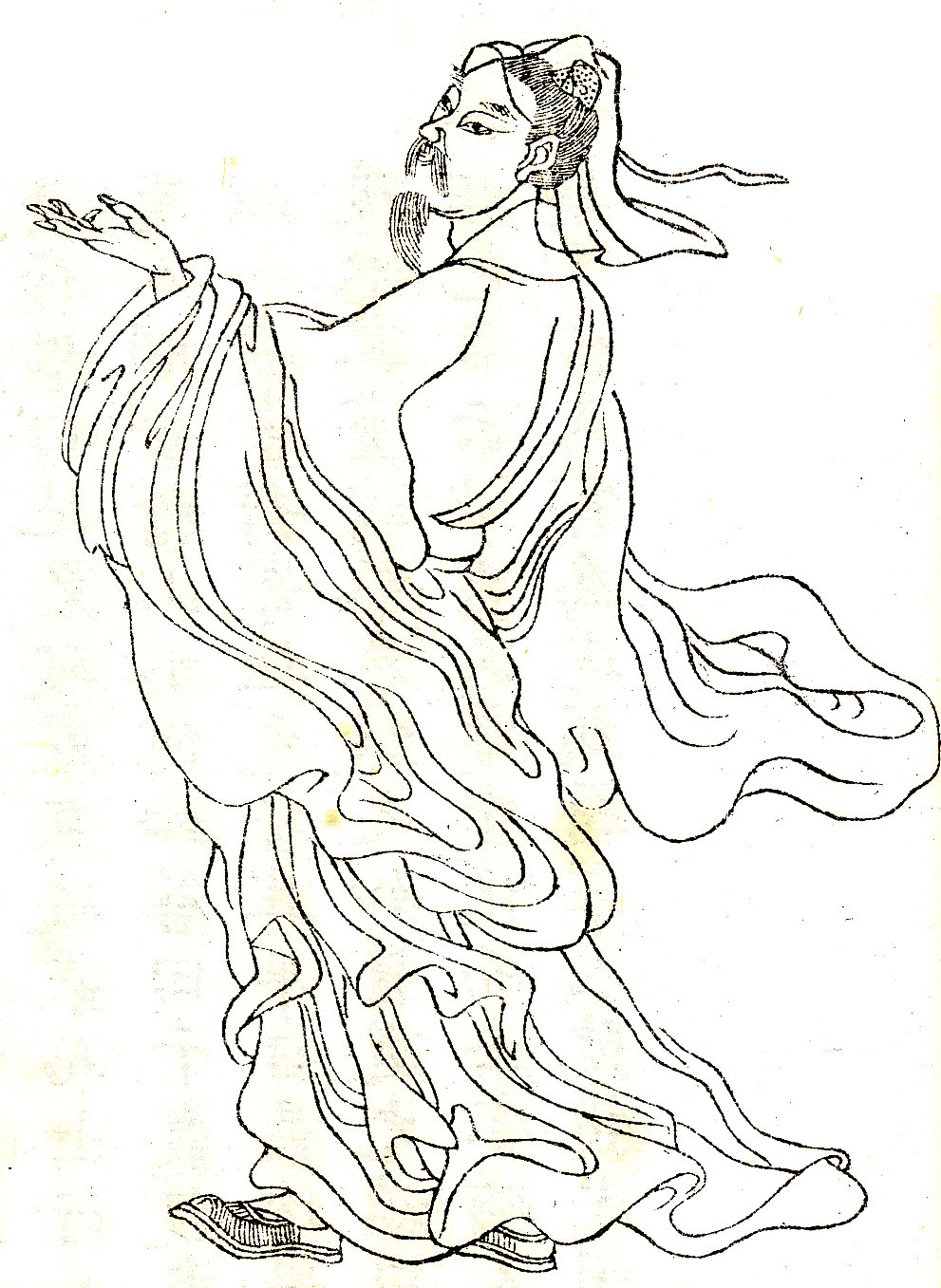
顧愷之・『晩笑堂竹荘畫傳』より

顧 愷之（こ がいし、344年? - 405年?）は、中国東晋の画家。字は長康、またかつて虎頭将軍となったことから、顧虎頭とも称する。

## 略伝と逸話
晋陵郡無錫県（現在の江蘇省無錫市）の出身。桓温及び殷仲堪の参軍となり、安帝の時代に散騎常侍となる。「画聖」とよばれ、謝安からは「史上最高の画家」と評され、重んじられた。著に『啓蒙記』『文集』がある。
顧愷之は博学で才気があり、同時代の人びとには画絶・才絶・癡絶の三絶を備えると云われていた。才絶は文章の才能で、癡絶は人物の呑気なことの意である。『晋書』の伝記にも諧謔を好んだことが書かれている。顧愷之はサトウキビをかじるにも、一般の人と違って先端の方から甘い根の方へとかじるのが常であり、その理由を問われたときに「漸入佳境（漸く佳境に入る）」と答えたという。この言い回しは、感興が高まる形容として使われるようになる。

## 絵画

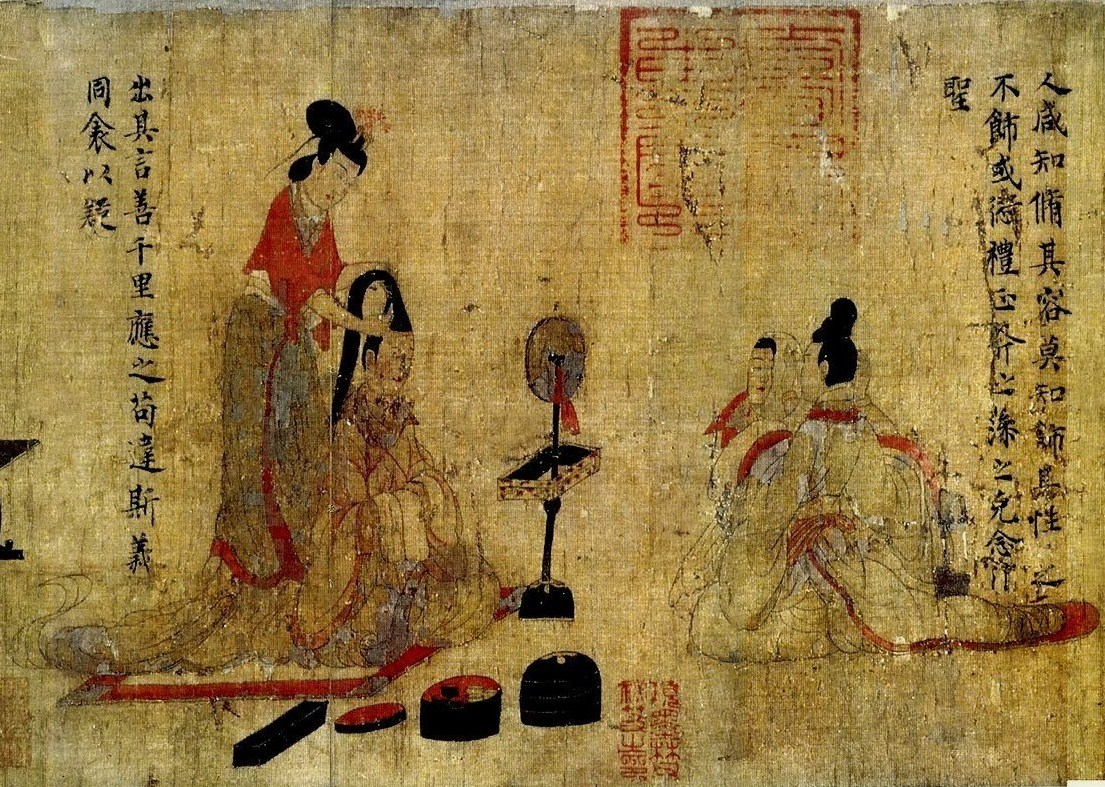
女史箴図

顧愷之は唐代以降は、名画の祖として尊ばれる。南朝斉・梁の謝赫は『古画品録』をつくり、画の品等を6等に分けて、第一品には陸探微・曹不興を入れ、顧愷之には第三品をあてた。謝赫は顧愷之の画について「格体精微、筆無妄下、但跡不迨意、声過其実」という。唐末の張彦遠は謝赫の評を訂正し、顧愷之を陸探微・張僧繇・呉道玄とともに第一品としている。
張彦遠の『歴代名画記』には、顧愷之の画論も記されており、画論としてはもっとも古いものである。人物を描くことがもっとも難しいと顧愷之は考え、中でも瞳を描くこと、「点睛」の重要性を述べている。魏の嵆康の文に「手揮五弦、目送帰鴻」という句があり、顧愷之はこの主題を好んで描いたが、「目送帰鴻」を示すのは難しいと言った。
清朝の初期に卞永誉『式古堂書画彙考』の中では、顧愷之の作は5点挙げられているが、現在の学説では北宋時代の模写ではあるものの『洛神賦図』と『女史箴図』が顧愷之の原図をもっともよく留めているとしている。

## 外部リンク

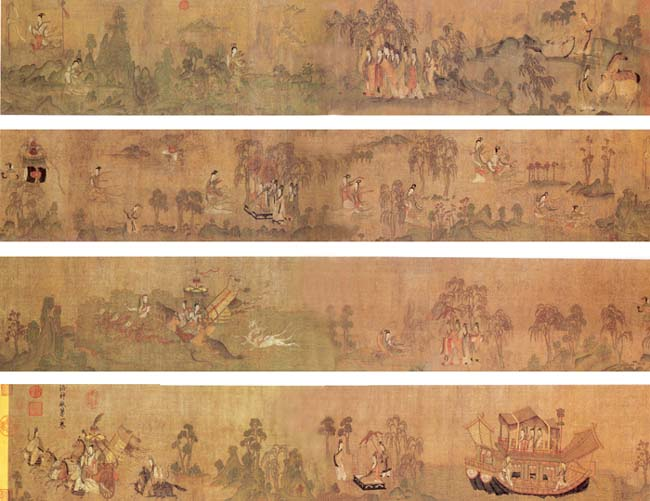
洛神賦図

## 参考
- 内藤湖南『支那絵画史』